# Backergunge

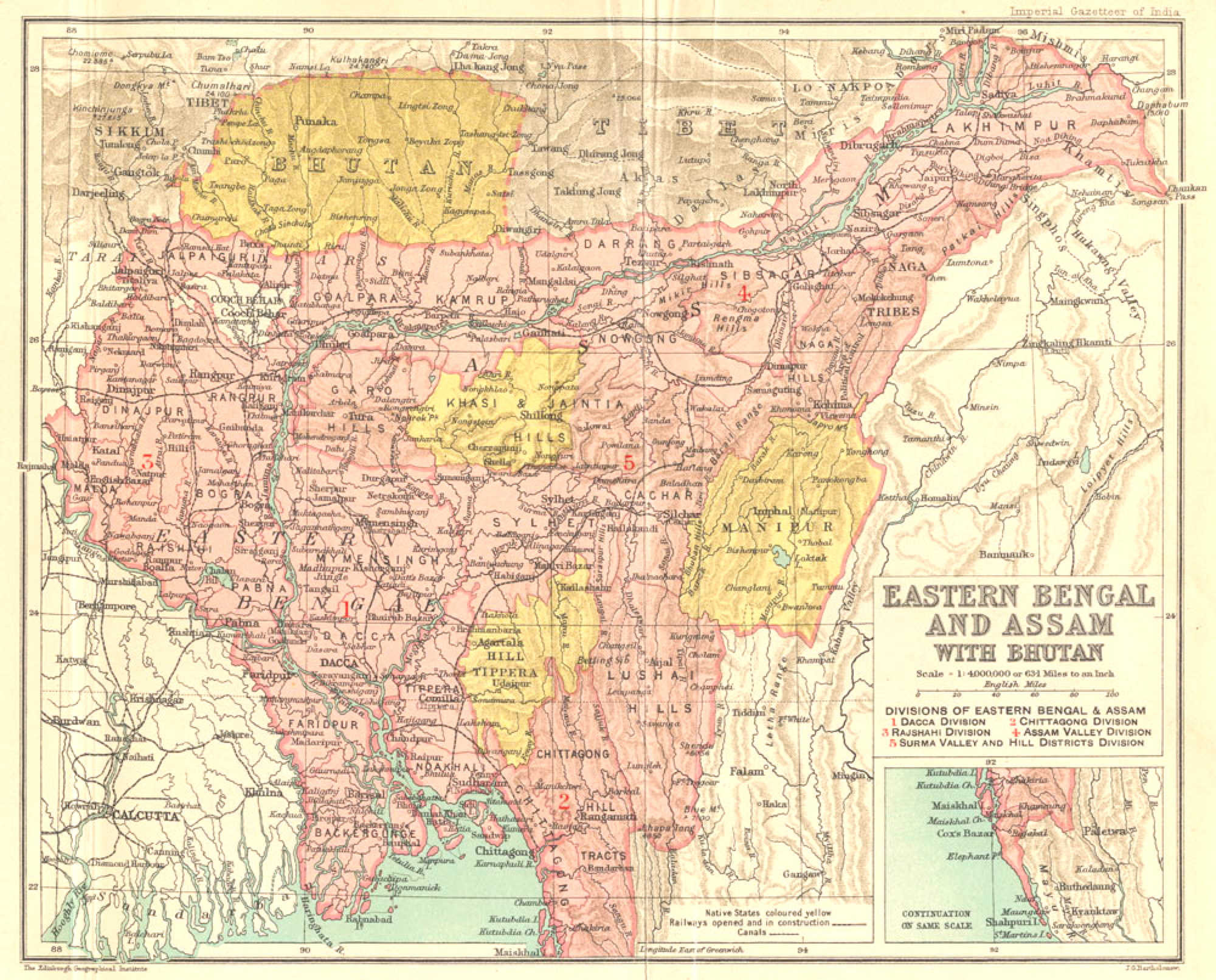
El districte de Backergunge a un mapa de Bengala Oriental i Assam de l'Imperial Gazetteer of India

Backergunge (o Bakarganj, "Mercat d'Agha Bakar") fou un antic districte de l'Índia Britànica a la divisió de Dacca (Bengala, de 1905 a 1919 Bengala Oriental i Assam). El districte tenia una superfície d'11.763 km² dels quals 130 km² estan coberts d'aiguamolls, rius i estuaris. La població el 1951 era de 3.645.000 habitants, la majoria musulmans.
El 1947 va esdevenir un districte de Pakistan Oriental i avui dia és part del districte de Barisal a Bangladesh.

## Geografia
La superfície era d'11.763 km² i limitava al nord amb el districte de Faridpur, a l'est amb els rius Meghna i Shahbazpur (que el separaven del districte de Noakhali), al sud és límitrofe amb la Badia de Bengala i a l'oest amb el riu Baleswar i l'estuari del Haringhata (els quals formaven el límit amb el districte de Khulna). Eren terres planes, sovint illa d'estuari (l'estuari del Meghna) entre les quals destacaven la de Dakhin Shahbazpur, les anomenades Sundarbans, i les del riu Tetulia. L'Arial Khan era una branca del Ganges (afluent del Meghna pels canals Mashkata i Kalinga). L'estuari del Meghna és conegut també com a Satbaria, Ilsa, Tetulia, i Shahbazpur. Al nord i nord-est s'hi troben les depressions de les llacunes Satla, Dalbaira, Jhanjhania, Rampur Chechri, Adampur, i Kalaraja; aquesta zona es veu afectada per freqüents ciclons tropicals i tempestes, entre les quals les de 1822 i les de 1876 foren particularment devastadores i moltes regions es van inundar i la gent morí ofegada o a causa de les epidèmies que van sorgir posteriorment.

## Població
La població era:
- 1.887.586 habitants el 1872
- 1.900.889 habitants el 1881
- 2.153.965 habitants el 1891
- 2.291.752 habitants el 1901

## Història
El territori fou part del regne protohistòric de Banga o Samata; la població vivia en bots i eren els ancestres dels moderns namasudres o chandals. La seva història no és ben coneguda fins al segle XVI.
Una línia de zamindars hindús es va establir a la pargana Chandradwip o Bakla (Ismailpur), dins del grup de caps coneguts com els Bara Bhuiya (poèticament anomenats el dotze sols de Bengala). Aquestos zamindars primer van governar a Kachua i després a Madhabpasa, (on van construir el dipòsit d'aigua anomenat e Durga Sagar); un descendent es va casar amb una fill del raja Pratapaditya de Jessore. Al segle XVII i XVIII els arakanesos (localment maghs) van fer incursions a la zona principalment per mar. La zona era semiindependent però nominalment depenia de l'Imperi Mogol encara que la data d'imposició de la sobirania no es coneix; el 1582 Raja Todar Mai va incloure Bakarganj al sarkar Bakla i fou el darrer hindú que va organitzar la zona; posteriors arranjaments fets pels musulmans inclogueren sempre Bakarganj a la província de Dacca.
El 1608 el governador de l'Imperi Mogul de Bengala per defensar el país de les incursions arakaneses va traslladar la capital a Dacca i Shah Shudja (germà d'Aurangzeb) i va construir una fortalesa (que el riu Nalchiti es va emportar més tard) a Shujabad a uns 8 km al sud de Barisal. Al segle XVIII la pargana de Buzurgumedpur va caure en mans d'Agha Bakar, un servidor del nawab de Murshidabad. Agha Bakar va reprimir el 1741 una revolta dels senyors locals hindús i va fundar una nova capital del seu feu que es va dir Bakargandj a uns 20 km al sud-est de Barisal. A la mort de Bakar el 1753 el feu va passar a Raja Raj Ballabh de Rajnagar, radja de Bikrampur, que era diwan de Naib Nazim de Dacca. Raja Raj Ballabh fou un dels homes més famosos del seu temps que fou el que va convidar als portuguesos de Bandel i Goa per ajudar-lo a establir el seu domini contra els senyors i el poble local, als que va establir a la taluka de Sibpur, on van originar els firinghis (europeus) que encara hi viuen.
La regió fou atacada diverses vegades pels maghs de Birmània al llarg del segle XVIII. El 1748/1749 fou atacada pels marathes però foren rebutjats amb ajut de colons portuguesos. El 1770 la gran fam que va afectar Murshidabad fou en part superada amb la producció d'aquest districte molt fèrtil.
El govern britànic es va establir el 1765. El districte fou inspeccionat pel major Rennell el 1770 i va informar que la part sud estava devastada pels maghs. Es va organitzar com a districte el 1797 però fins al 1817 el districte formà part del col·lectorat de Dacca si bé amb jutge propi a Backergunge (Bakarganj) prop de la unió dels rius Krishnakati i Khairabad. El 1801 la capital del districte es va establir a Barisal. El 1817 el col·lectorat es va establir també a Backergunge. El 1822/1823 va estar a la regió Karamat Ali Djawnpuri, lloctinent de Sayyid Ahmad Brelwi que juntament amb Hadjdji Shariat Allah i el seu fill Dudu Mia havien predicat la guerra santa contra els feringhis (europeus), moviment que es va acabar a la mort de Dudu Mia el 1862.
Entre altres canvis, el 1859 li fou agregada l'illa Dakhin Shahbazpur que pertanyia al districte de Noakhali in 1859; el 1874 la subdivisió de Madaripur fou transferida al districte de Faradipur. L'estat disposava de 3.634 hisendes.

## Divisió administrativa
Està repartit en quatre subdivisions: 
- Barisal
- Pirojpur
- Patuakhali
- Dakhin Shahbazpur

Incloïa una comarca deshabitada als Sundarbans. Les ciutats principals eren Barisal (capital), Pirojpur, Jhalakati i Patuakhali. La llengua principal és el bengalí o musalmani. El 68% de la població eren musulmans. Hi havia cinc municipalitats el 1901: Barisal, Nalchiti, Jhalakati, Patuakhali, i Pirojpur.
Els zamindars i talukdars que no podien explotar les terres noves dins els seus dominis van parcel·lar aquestes terres i les van sotsarrendar a individuals (haola); els haoladars van repetir el procés amb parcel·les més petites i els següents propietaris encara el van repetir fins a arribar a territoris manejables.